# Inga Berg
Inga Berg, född 20 november 1912 i Örebro, död där 21 januari 1995, var en svensk målare, tecknare och fotograf. Hon var dotter till lokföraren Axel Berg och Alona Jansson.
Berg utbildade sig först till fotograf och var verksam som fotograf 1928–1935. Hon studerade därefter vid Tekniska skolan i Stockholm 1935–1937 samt en kortare tid vid Högre konstindustriella skolan samt vid Welamsons illustrationsskola. Efter studierna arbetade hon med annonsreklam och kartritning. Hösten 1944 var hon elev hos Isaac Grünewald, våren 1949 och 1950 målade hon hos Otte Sköld. 
Sedan 1942 har hon deltagit i Örebroläns konstförenings utställningar. Hon deltog i utställningen ’’Unga tecknare’’ på Nationalmuseum 1945–1947 samt med Dalarnas konstförening i Falun 1947–1949.   
Hennes produktion består av landskap, stilleben, porträtt och figurer i olja och olja.  
Berg är representerad på Örebro läns museum  med en kolteckning samt på Örebro Rådhus och i Kopparbergs läns landstings samlingar samt Örebro läns landsting.
Inga Berg är gravsatt i Norra minneslunden på Norra kyrkogården i Örebro.